# ألرغان (شركة تابعة)
شركة ألرغان (بالإنجليزية: Allergan, Inc.)‏ كانت شركة صيدلانية تختص بأدوية طب العيون والأمراض العصبية والجلدية وأدوية التخدير وتكبير الثدي ومعالجة البدانة والجهاز البولي.

## تاريخ الشركة
يعود تاريخ الشركة للعام 1948، حيث أسسها الصيدلاني غافين هاربرت وأصبحت شركة دوائية في عام 1950. وفي عام 1953، صنعت شركة ألرغان أول قطرة عين تحتوي على الكورتيزون لعلاج الالتهابات الأرجية وأول ستيرويد مضاد لاحتقان العين.
وفي عام 1970، أصبحت شركة عامة مدرجة، ثم اندمجت مع سميث كلاين بكمان في عام 1980. وفي عام 1989، أعيد تأسيسها على أنها شركة مستقلة.
استحوذت عليها شركة أكتافس عام 2015 ليتحول اسم الشركة إلى ألرغان الحالية.